# Nate Darling
Nathan Joseph Darling, detto Nate (Saint John, 30 agosto 1998), è un cestista canadese.